# Harry Sauthoff
Harry Edward Sauthoff (Madison, 3 de junio de 1879 - Madison, 16 de junio de 1966) fue un profesor, entrenador, abogado y político estadounidense de origen alemán. Se desempeñó como miembro de la Cámara de Representantes de los Estados Unidos por Wisconsin.

## Primeros años
Nacido el 3 de junio de 1879, Sauthoff era hijo de August y Hermine Sauthoff. Ambos padres eran inmigrantes alemanes de la provincia de Hannover. Se graduó de la Universidad de Wisconsin en 1902. Después de su educación universitaria, enseñó y fue entrenador de Lake Geneva High School y Northern Illinois State Normal School. Se desempeñó como entrenador de fútbol en la Universidad del Norte de Illinois en 1905, compilando un récord de 3-1-1. Sauthoff también fue el entrenador en jefe de baloncesto en el norte de Illinois durante una temporada en 1905-06. Regresó a la Universidad de Wisconsin para estudiar derecho y se graduó en 1909.

## Carrera
Se desempeñó como fiscal de distrito del condado de Dane, Wisconsin de 1915 a 1919. En 1921, Sauthoff se desempeñó como Secretario del Gobernador John J. Blaine y como delegado de la Conferencia Internacional sobre el Canal Profundo de St. Lawrence en 1921.
Sauthoff sirvió en el Senado del estado de Wisconsin de 1925 a 1929. En 1934 fue elegido progresista a la Cámara de Representantes de  los Estados Unidos, en representación del 2.º distrito congresional de Wisconsin. Sirvió desde el 3 de enero de 1935 hasta el 3 de enero de 1939 como parte de los 74.º y 75.º Congresos de los Estados Unidos. Perdió su candidatura a la reelección en las elecciones de 1938. Se postuló nuevamente en 1940 y ganó, sirviendo desde el 3 de enero de 1941 al 3 de enero de 1945 como parte de los Congresos 77 y 78. Fue derrotado en las elecciones de 1944 para el Senado de los Estados Unidos, recibiendo el 5,8% de los votos como candidato de un tercer partido.